# Svenska Hovslagareföreningen
Svenska Hovslagareföreningen är en opolitisk, ideell förening. Medlem kan den som har en godkänd grundutbildning bli. Föreningens ändamål är att ta tillvara hovslagarnas intressen och stärka branschen. 2015 hade föreningen knappt femhundra medlemmar. Man jobbar för att utbildningar hela tiden ska bli längre och bättre. Föreningen är remissinstans till jordbruksverket i frågor rörande hovslagerifrågor. Man arbetar aktivt för en totalreglering av yrket hovslagare. Svenska Hovslagareföreningen vill även öka kunskapsnivån hos hästägare vad gäller en bra utförd skoning.